# Ligne de Mâcon à Ambérieu
La ligne de Mâcon à Ambérieu est une ligne de chemin de fer française qui relie la gare de Mâcon-Ville à celle d'Ambérieu-en-Bugey en desservant la préfecture du département de l'Ain, Bourg-en-Bresse.
Elle constitue la ligne no  883 000 du réseau ferré national.

## Histoire
Cette ligne a été concédée le 30 avril 1853 à M. François Bartholony qui deviendra le directeur de la Compagnie du chemin de fer de Lyon à Genève fondée le 6 août 1853. Cette concession portait sur une ligne de Lyon à la frontière de Genève avec embranchement sur Bourg-en-Bresse et Mâcon.
Le 19 décembre 1855, la compagnie du chemin de fer de Lyon à Genève a fusionné avec la Compagnie du chemin de fer de Lyon à la Méditerranée qui a fusionné à son tour avec la Compagnie du chemin de fer de Paris à Lyon pour former la Compagnie des chemins de fer de Paris à Lyon et à la Méditerranée le 19 juin 1857.
La ligne est mise en service en trois étapes :
- le 23 juin 1856, de Bourg-en-Bresse à Ambérieu[5] ;
- le 6 juin 1857, de la rive gauche de la Saône (près de Pont-de-Veyle) à Bourg-en-Bresse[6] ;
- le 20 juillet 1857, de Mâcon à Pont-de-Veyle (achèvement du pont sur la Saône)[7].

## Caractéristiques

### Tracé
C'est une ligne à double voie au profil excellent, les déclivités maximum sont de 7,4 ‰. Le rayon des courbes dépasse presque partout 1 000 m sauf aux abords de Pont-d'Ain. Les vitesses autorisées atteignent 160 km/h sur la majorité du parcours.

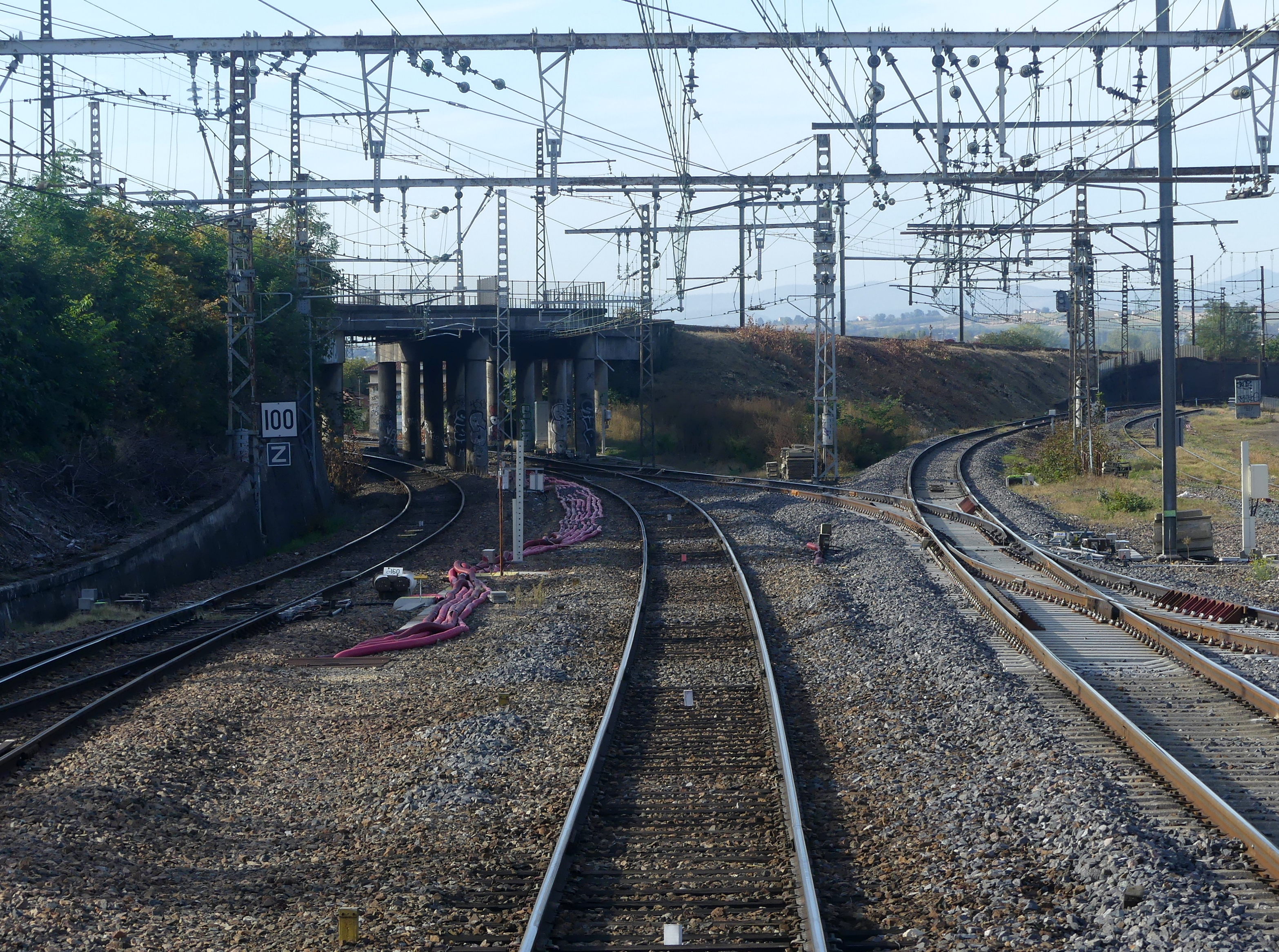
Débuts de la ligne à la bifurcation de la ligne Paris-Marseille au sud de Mâcon.

### Électrification
Cette ligne est électrifiée en courant continu 1 500 V depuis le 17 février 1955.

### Signalisation
- Août 1954, mise en service du BMU-DV de Mâcon à Bourg-en-Bresse ;
- avril 1968, mise en service du BAL de Bourg-en-Bresse au PK 41,700 ;
- le 24 juin 1969, mise en service du BAL du PK 41,700 à Ambérieu ;
- le 16 juillet 1981, pour permettre la circulation des TGV par le racc. LGV, mise en service du BAL en gares de Pont-de-Veyle et de Vonnas et passage à la technologie PRS en gare de Pont-de-Veyle.
- le 18 novembre 2018, le BMU-DV est remplacé par du BAL à compteur d'essieux entre Mâcon et Pont de Veyle.

### Travaux de renouvellement
Dans l'optique d'augmenter la capacité Fret entre Dijon et l'Italie via Chambéry, des travaux ont eu lieu pour la mise en service, en mai 2010, des IPCS entre Bourg-en-Bresse et Ambérieu. À la suite de ça, un Renouvellement Voie Ballast a été effectué. La ligne est donc devenue un cas quasiment unique en France, avec la première section (Mâcon-Bourg) en Block manuel et la seconde (Bourg-Ambérieu) en IPCS.
En juin 2011, à l'occasion du RVB, les voies 7 Évitement de La Vavrette-Tossiat et 4 Évitement de Pont-d'Ain ont été déposées ainsi que les communications, voies de débords et l'embranchement de la base aérienne à Ambérieu.

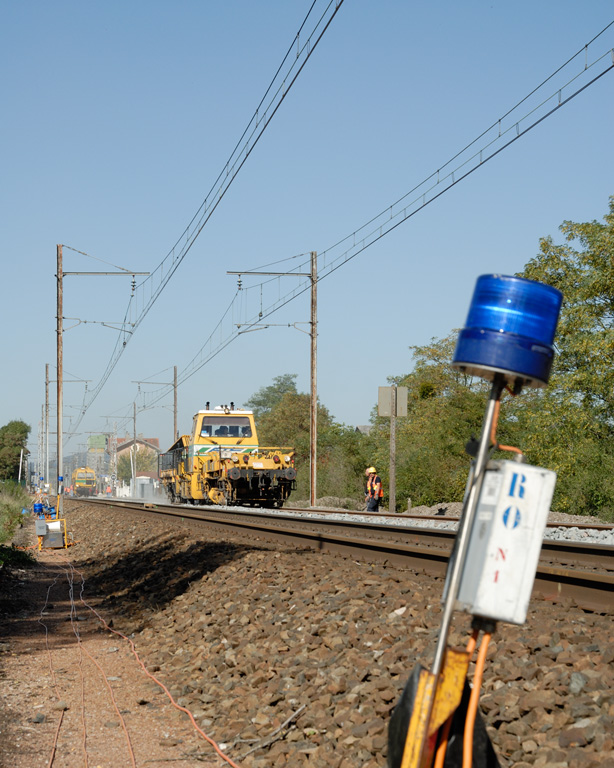
Le 7 octobre 2010, le RVB sur voie 1 entre Bourg et Ambérieu est en cours.
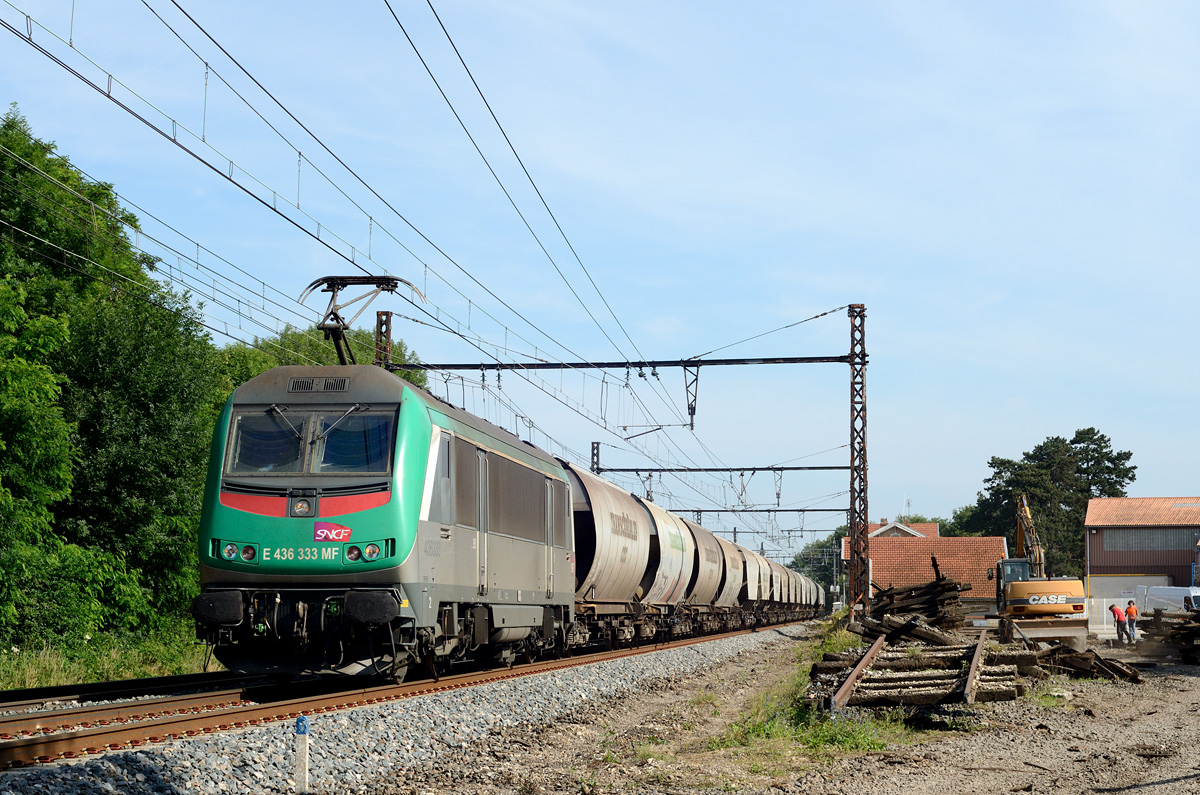
Le 15 juin 2011, la pelleteuse évacue les coupons de rail de la voie 7 Évitement de La Vavrette-Tossiat déposée la veille.

## Exploitation
Le service de la ligne 30 du TER Auvergne-Rhône-Alpes (Mâcon - Bourg en Bresse - Ambérieu) est assuré par des rames bimodes de type AGC circulant en US ou en UM.
La ligne voit passer de nombreux TGV de tous types reliant principalement Paris à Genève, Annecy et Évian-les-Bains. En hiver, lors des périodes de forts trafics, de nombreux TGV à destination de Bourg-Saint-Maurice et Saint-Gervais-les-Bains y circulent, ainsi que des Eurostar (ex-Thalys) Amsterdam - Bourg-Saint-Maurice.
Des trains de fret circulent également (tractés par des locomotives BB 7200, BB 26000, BB 27000, BB 36000), ainsi que des rames de la compagnie privée Euro Cargo Rail (E 37500, Classe 66).